# Popstars
Popstars ist der Titel eines international produzierten Reality-TV-Programms. Die Sendung begleitet dokumentarisch die Zusammenstellung von Popbands, deren Mitglieder abhängig von Staffel und aktuellem Konzept Sänger und/oder Tänzer sind.
Durch die stetige Selektion des Kandidatenkreises fließen interaktive Elemente herkömmlicher Castingshows in das Konzept mit ein. Eine Jury trifft die meisten Entscheidungen über die Kandidaten. Anders als bei Formaten wie etwa Deutschland sucht den Superstar ist eine Abstimmung der Fernsehzuschauer per Televoting-Verfahren nur teilweise möglich.

## Popstars in Deutschland

### 1. Staffel (2000)
| Untertitel       | Du bist mein Traum                                 |
| Jury             | Simone Angel, Mario M. Mendryzcki, Rainer Moslener |
| Entstandene Band | No Angels                                          |
| Nebenprodukt(e)  | Curly, Fresh’n'Juicy, Verena Stanley               |
| Coaches          | Detlef Soost                                       |
| Moderation       | –                                                  |
| Titelmusik       | M 2000 – Pop Muzik                                 |

Logo der No Angels

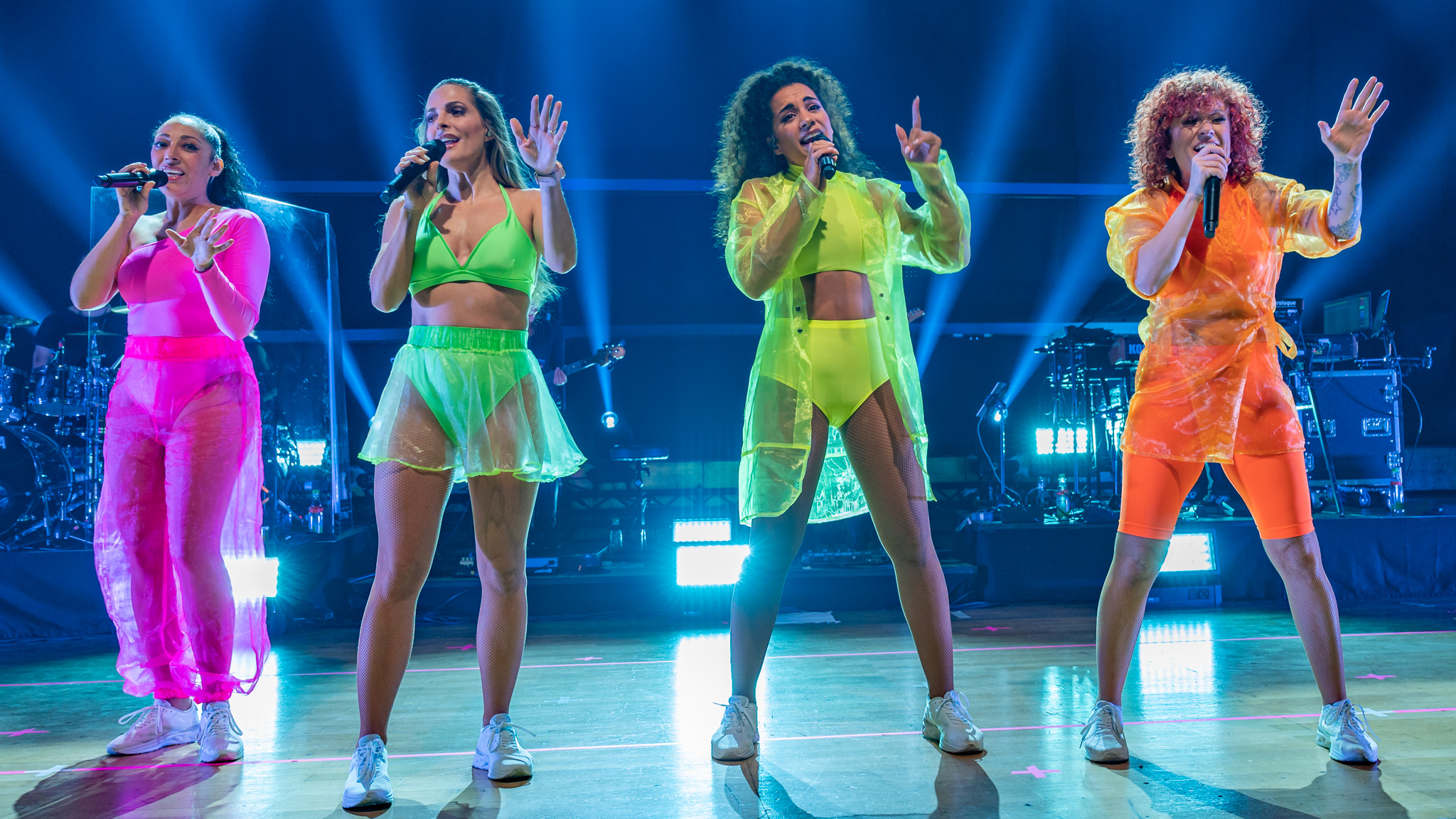
No Angels 2022, ohne Vanessa Petruo

Am 15. November 2000 begann der private Fernsehsender RTL II mit der Ausstrahlung einer deutschen Version von Popstars. Auf der Suche nach einer reinen Girlgroup – ähnlich den Spice Girls – bewarben sich über 4.500 junge Frauen ab 18 Jahren, aus denen nach einem bestandenen Vorsingen und erfolgreichem Recall wiederum insgesamt 32 Teilnehmerinnen zu einem Workshop nach Mallorca reisten. Während des einwöchigen Gesangs- und Tanztrainings unter der Leitung des Choreographen Detlef ‚D!‘ Soost verminderte sich die Anzahl der Teilnehmerinnen unter Urteil der Jurymitglieder Simone Angel, Rainer Moslener und Mario M. Mendryzcki auf elf. Die verbliebenen Finalistinnen kehrten daraufhin nach Deutschland zurück.
Im November des Jahres erfuhren Nadja Benaissa, Lucy Diakovska, Sandy Mölling, Vanessa Petruo und Jessica Wahls innerhalb einer Sonderausgabe des Formates, dass sie als Siegerinnen des Wettbewerbes hervorgehen und Teil der endgültigen Formation werden würden. Wenig später bezog die Band ein gemeinsames Domizil in München und begann mit den Vorbereitungen zu ihrem Debütalbum. In Vorbereitung auf die erste Single des Quintetts startete RTL 2 zu gleicher Zeit eine Umfrage, in welcher der Bandname ermittelt werden sollte; zur Auswahl standen der spätere Titel des ersten Albums, Elle’ments, sowie Champaign und No Angels. Letzterer gewann laut Umfrage, war jedoch, wie sich später herausstellte, schon vor der Umfrage festgelegt worden.
Im Durchschnitt verfolgten 1,7 Millionen Zuschauer die erste Staffel, welche aus 15 Sendungen bestand.
Nach Ende der ersten Staffel mit dem ersten Auftritt bei The Dome im Februar 2001 stiegen sowohl die Debütsingle Daylight in Your Eyes als auch das Album Elle’ments auf Platz 1 der deutschen, österreichischen und Schweizer Hitparaden ein. Im Sommer 2002 verkündete Wahls ihre Schwangerschaft und verließ die Band im Dezember des gleichen Jahres. Nach Veröffentlichung von zwölf Singles, drei Studioalben, einem Live-Album, zwei erfolgreicher Tourneen und der Auszeichnung mit den wichtigsten Musikpreisen Deutschlands – darunter 1Live Krone, Bambi, Comet, Echo, Goldene Kamera und World Music Award – lösten sich die No Angels Ende des Jahres 2003 mit Erscheinen des Best-Of-Albums The Best of No Angels zugunsten einer längeren Pause und Solokarrieren auf.
Im Januar 2007 starteten Benaissa, Diakovska, Mölling und Wahls mit dem Album Destiny ein Comeback. Im Zuge dessen zeigte ProSieben im März 2007 die Dokumentation We love... No Angels – Das Comeback des Jahres. Petruo entschied sich zu Gunsten ihrer Solokarriere gegen eine Rückkehr in die Band. Ein Jahr darauf gewann die Band den deutschen Vorentscheid zum Eurovision Song Contest 2008 und vertrat Deutschland beim Wettbewerb in Belgrad am 24. Mai 2008. Dort belegte die Gruppe mit 14 Punkten Platz 23. Im September 2009 erschien das fünfte Studioalbum Welcome To The Dance. Nachdem die Band nach dem Ausstieg von Benaissa im Herbst 2010 nur noch als Trio bestand, konzentrierten sich die drei übrigen Bandmitglieder wieder verstärkt auf ihre Solokarrieren. Im Jahr 2014 wurde die Trennung der die No Angels verkündet. Zum 20-jährigen Bandjubiläum veröffentlichten die No Angels im Juni 2021 ihr sechstes Studioalbum 20, das aus Neuinterpretationen einiger ihrer alten Songs sowie neuen Songs besteht. Mit 20 erreichten die No Angels nach 18 Jahren zum vierten Mal Platz eins der Deutschen Albumcharts.
Die No Angels sind mit insgesamt über fünf Millionen verkauften Tonträgern, vier Nummer-eins-Hits in den Deutschen Singlecharts und vier Nummer-eins-Alben in den Deutschen Albumcharts bis heute die meistverkaufte deutsche Girlgroup aller Zeiten und erfolgreichste Girlgroup Kontinentaleuropas.

### 2. Staffel (2001)
| Untertitel       | Du bist mein Traum                          |
| Jury             | Detlef Soost, Alex Christensen, Noah Sow    |
| Entstandene Band | Bro’Sis                                     |
| Nebenprodukt(e)  | Yasmin K., Senad, Johnny MC                 |
| Coaches          | Detlef Soost, Artemis Gounaki, Salva Grillo |
| Moderation       | –                                           |
| Titelmusik       | Missyna – Das Leben                         |

Logo von Bro’Sis

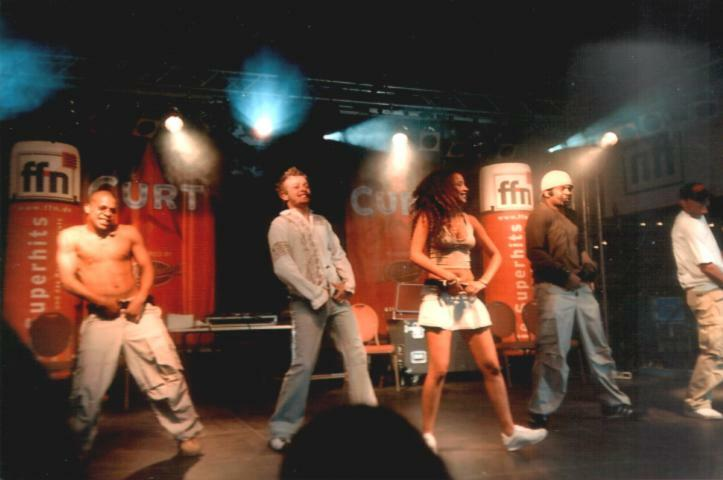
Bro’Sis 2003, ohne Indira Weis

Nach dem Erfolg der No Angels rief RTL II im Sommer 2001 erstmals sowohl Frauen als auch Männer gleichermaßen zur Teilnahme an der zweiten Staffel auf. Gesucht wurde in 26 Folgen eine Band, die musikalisch den Fugees ähnelte. Die Mitgliederzahl der Band blieb offen. Mehr als 11.000 Teilnehmer stellten sich in Köln, Berlin, Frankfurt am Main, München, Stuttgart und Hamburg dem Urteil der neu besetzten Jury, darunter erneut Choreograf Detlef Soost, der Produzent und DJ Alex Christensen und die Radio-Moderatorin und Sängerin Noah Sow. Das Mindestalter lag wieder bei 18 Jahren. 53 Personen schafften nach einem erfolgreich bestrittenen Recall und Re-Recall den Sprung zur sogenannten Flughafen-Show in Düsseldorf; 33 flogen anschließend nach Ibiza, um an einem zweiwöchigen Gesangs- und Tanztraining teilzunehmen.
Während den Bandanwärtern mit Sängerin und Texterin Artemis Gounaki erstmals ein Vocalcoach beiseite gestellt wurde, verließ Sow im Laufe des Workshops die Jury aufgrund von Differenzen. Soost und Christensen verminderten die Anzahl der Teilnehmer indessen auf sechs Männer und vier Frauen, von denen wiederum acht in ein in München eingerichtetes Loft zogen. Nach weiteren Wochen des Trainings erfuhren am 11. November 2001 schließlich Ross Antony, Hila Bronstein, Giovanni Zarrella, Shaham Joyce, Faiz Mangat und Verena ‚Indira‘ Weis, dass sie als Sieger des Wettbewerbes hervorgehen und Teil der Formation Brothers & Sisters, kurz Bro’Sis, werden würden.
Durchschnittlich verfolgten 1,71 Millionen Zuschauer die zweite Popstars-Staffel, welche aus 26 Folgen bestand.
Die erste Singleveröffentlichung der Band, I Believe, verkaufte allein in ihrer Veröffentlichungswoche über 800.000 Kopien und übertraf den Start der No Angels bei Weitem. Obwohl das dazugehörige Album Never Forget (Where You Come From) ebenfalls Platz 1 der deutschen, österreichischen und Schweizer Albumcharts belegte und drei weitere Top-10-Hits hervorbrachte, gelang es Bro’Sis nicht, mit ihren nachfolgenden Alben an den konstanten Erfolg der No Angels anzuknüpfen. Die verbliebenen fünf Bandmitglieder trennten sich Anfang 2006 zu Gunsten von Solokarrieren.

### 3. Staffel (2003)
| Untertitel        | Das Duell!                                            |
| Jury              | Detlef Soost, Uwe Fahrenkrog-Petersen, Sabrina Setlur |
| Entstandene Bands | Overground und Preluders                              |
| Nebenprodukt(e)   | Fabrizio                                              |
| Coaches           | Detlef Soost, Artemis Gounaki                         |
| Moderation        | Arabella Kiesbauer (Finalshow)                        |
| Titelmusik        | Jasmin Wagner – Leb’ deinen Traum                     |

Logo von Overground

Nach zwei Jahren Pause begannen die Münchner Produktionsfirma Tresor TV und ProSieben im August 2003 mit der Ausstrahlung der dritten Staffel von Popstars. Hierbei ließ man nach britischem Vorbild erstmals das Konzept eines Duells, einem Wettstreit zwischen einer Boygroup und einer Girlgroup, in die Reihe einfließen. Im Zuge der Umstrukturierung nahmen mit der Rapperin Sabrina Setlur und dem Produzenten Uwe Fahrenkrog-Petersen zwei neue Mitglieder neben Detlef Soost in der Jury ihre Plätze ein. Gounaki blieb dem Ensemble als Gesangslehrerin erhalten.
Innerhalb fünf großer Städtecastings bewarben sich erneut über 12.000 junge Frauen und Männer um einen Platz in den beiden Bands. Insgesamt 46 Kandidaten sangen und tanzten sich zur Teilnahme an der Entscheidungsshow am Düsseldorfer Flughafen; 27 reisten daraufhin unmittelbar nach Orlando (Florida), wo die Teilnehmer in vier Wochen Choreografie und Gesang einstudierten. Durch Juryentscheid bildeten nach Ende des Workshops schließlich Ahmet „Akay“ Kayed, Ken Miyao, Marq Porciuncula und Meiko Reißmann die Boyband Overground; Tertia Botha, Miriam Cani, Anh-Thu Doan und Rebecca Miro formten die Girlgroup Preluders. Nach für die Produzenten unbefriedigend verlaufenen Studioaufnahmen stießen mit Anne Ross und Fabrizio Levita später weitere Mitglieder zu den Bands hinzu; letzterer verließ Overground jedoch nur wenig später zu Gunsten einer Solokarriere.
Die beiden Gruppen versuchten anschließend innerhalb einer dreiwöchigen Club-Tour durch Deutschland, für sich und die vorab in Mc-Donald’s-Restaurants veröffentlichten Promosingles zu werben. Am 3. November 2003 gingen die Preluders in dem von Arabella Kiesbauer moderierten Finale mit ihrer verkaufsstarken Coverversion des R.E.M.-Hits Losing My Religion als Zwischensieger hervor, im finalen Entscheid jedoch konnten Overground nach dem Telefonvoting den Sieg für sich beanspruchen.
Die Auftaktfolge sahen knapp zwei Millionen Zuschauer (15,5 Prozent Marktanteil) der 14- bis 49-Jährigen. Durchschnittlich verfolgten 2,52 Millionen Zuschauer die dritte Popstars-Staffel, welche aus 15 Folgen bestand. Das Finale wurde von 4,55 Millionen Zuschauern verfolgt. Am Telefonvoting beteiligten sich 3,5 Millionen.
Wie schon die No Angels und Bro’Sis landeten auch Overground daraufhin mit ihrer anschließend veröffentlichten Debütsingle Schick mir ’nen Engel und dem dazugehörigen Album It’s Done! auf Platz 1 der deutschen, österreichischen und Schweizer Single- bzw. Albumcharts. Es gelang dem Quartett jedoch nicht, mit seinem zweiten Album an den Erfolg des Debüts anzuknüpfen. Seit Sommer 2006 pausierte die Band, verschiedene Mitglieder versuchten sich seither an Solokarrieren, bevor sich die Band endgültig 2008 auflöste.
Den Preluders erging es ähnlich. Mit dem Titel Everyday Girl des Albums Girls in the House erreichten sie nur in Deutschland ihre erste und einzige Spitzenposition. Weitere Veröffentlichungen der Preluders konnten sich nicht mehr in den Top 20 des deutschen Charts platzieren. Nachdem die Band auf ein Trio geschrumpft war, wurde im Herbst 2006 die Trennung bekannt gegeben.

### 4. Staffel (2004)
| Untertitel       | Jetzt oder nie!                                       |
| Jury             | Uwe Fahrenkrog-Petersen, Lukas Hilbert, Sandy Mölling |
| Entstandene Band | Nu Pagadi                                             |
| Nebenprodukt(e)  | Tryna                                                 |
| Coaches          | Detlef Soost, Artemis Gounaki                         |
| Moderation       | Oliver Pocher und Barbara Schöneberger                |
| Titelmusik       | Beverley Knight – Come As You Are                     |

Logo von Nu Pagadi

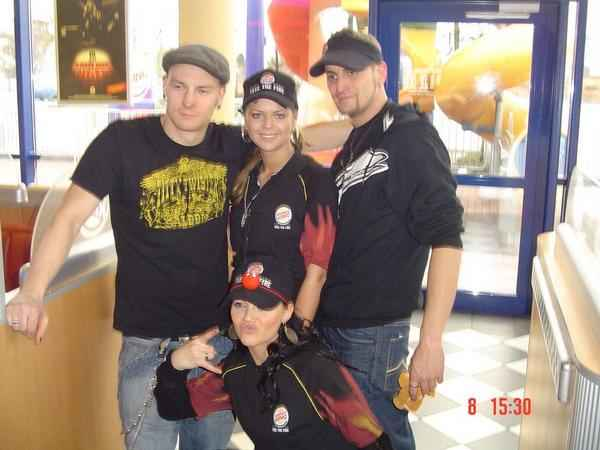
Nu Pagadi 2004

Von August bis Dezember 2004 wurde auf ProSieben eine vierte und als „definitiv letzte“ angekündigte Staffel mit dem entsprechenden Untertitel Jetzt oder nie! ausgestrahlt. Aus knapp 6500 Bewerbern ging die Band Nu Pagadi hervor. Zur vierten Staffel wurde von einem Duell abgesehen mit dem Ziel, eine gemischte Pop-Band zu finden.
In dieser Staffel wurde die Entscheidung, wer zur Band gehört, ohne Publikum entschieden. Stattdessen beurteilten und entschieden Produzent Uwe Fahrenkrog-Petersen, Sängerin und Mit-Gewinnerin der ersten Staffel Sandy Mölling und Texter Lukas Hilbert.
Die Auftaktfolge sahen 1,76 Millionen Zuschauer (11,8 Prozent Marktanteil) der 14- bis 49-Jährigen. Im Finale am 8. Dezember 2004 setzten sich Markus Grimm, Patrick Boinet, Kristina Dörfer und Doreen Steinert in einer Telefonabstimmung gegen ihre Mitbewerber Katrin Feist und Richard Mantarliev durch. Das Ergebnis wurde vor der Show durch eine Internetumfrage und innerhalb der Show durch ein Telefonvoting ermittelt.
Auch in dieser Staffel blieben Soost und Gounaki der Show als Tanz- und Gesangstrainer erhalten.

### 5. Staffel (2006)
| Untertitel       | Neue Engel braucht das Land!                                                                                  |
| Jury             | Detlef Soost, Nina Hagen, Dieter Falk                                                                         |
| Entstandene Band | Monrose |
| Nebenprodukt(e)  | Bisou, Arjeta Zuta                                                                                            |
| Coaches          | Detlef Soost, Arno Schmitt, Robin D., Marilena Grafakos, Julie Denise Hyangho, Stefano Maggio, Rafael Antonio |
| Moderation       | Oliver Petszokat                                                                                              |
| Titelmusik       | No Angels – Daylight in Your Eyes                                                                             |

Erstes Logo von Monrose

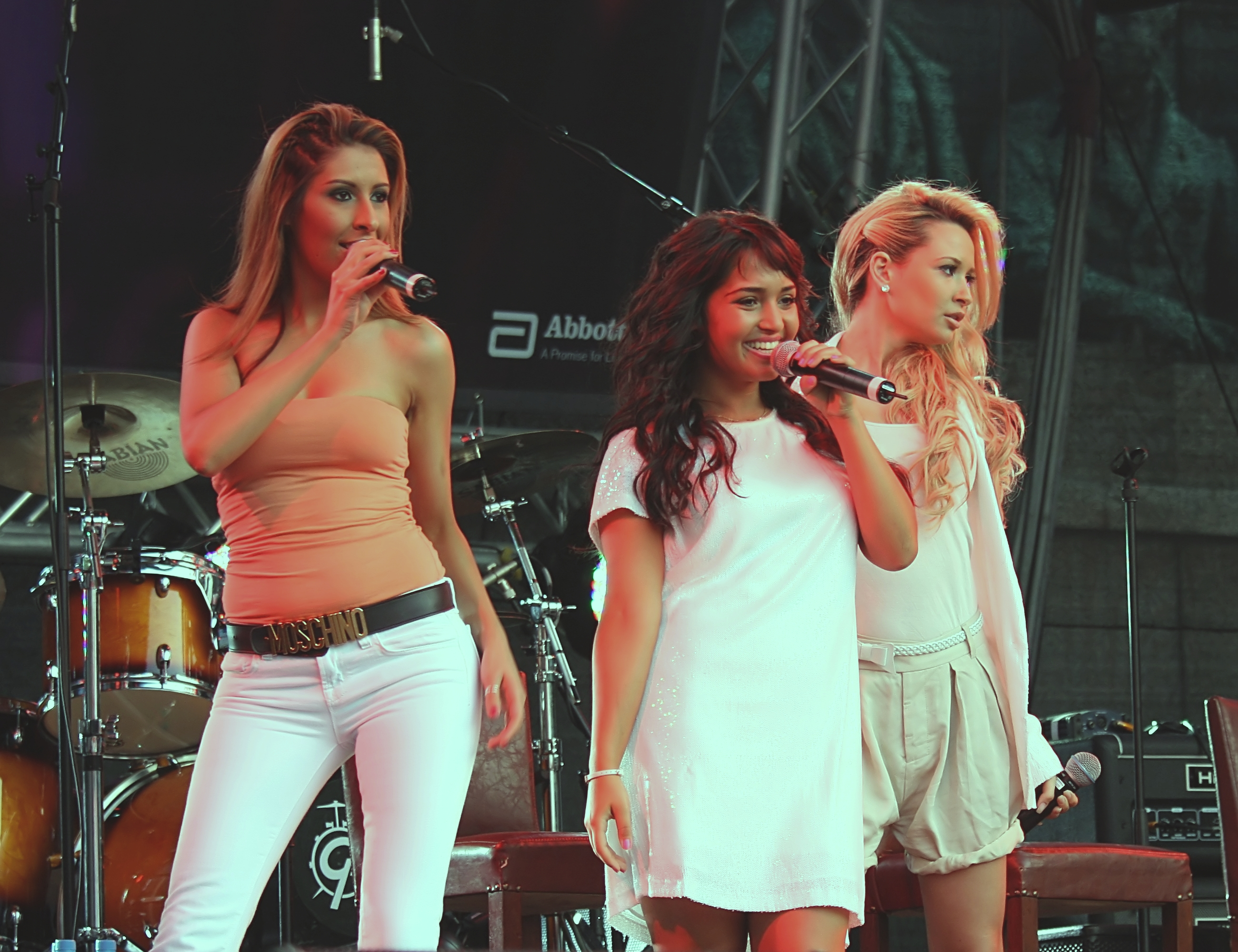
Monrose 2009

In Anspielung auf die No Angels ging am 10. August 2006 auf ProSieben unter dem Motto Neue Engel braucht das Land die fünfte Staffel auf Sendung, welche aus 16 Folgen bestand. Zum ersten Mal seit der zweiten Staffel wurden ausschließlich Frauen für die Band gesucht. In fünf deutschen Städten wurden Castings durchgeführt, zu denen insgesamt 5189 Bewerberinnen antraten. In der Jury saßen neben Choreograph Detlef Soost auch Punk-Sängerin Nina Hagen und Musikproduzent Dieter Falk.
In der ersten Phase wurden die ersten drei Runden der Castings (mit Recall und Re-Recall) in je einer Show pro Stadt präsentiert. Im Recall und im Re-Recall stießen als Gäste je ein Mitglied der No Angels hinzu (Nadja Benaissa in Frankfurt am Main, Jessica Wahls in Stuttgart, Lucy Diakovska in Hannover und Sandy Mölling in Dortmund). Im weiteren Verlauf nahmen die im Rahmen der Entscheidungsshow in München ausgewählten 20 Kandidatinnen an Themen-Workshops in Ischgl teil, bis nach vier Workshops elf Mädchen (ursprünglich waren nur neun geplant) ins Bandhaus in München einzogen.
Im Finale am 23. November wurde zunächst der Bandname Monrose bekanntgegeben und Shame, die erste Single der Band, von den sechs Finalistinnen in zwei Dreiergruppen eingesungen. Danach gab die Jury Senna Guemmour als Mitglied der Band bekannt und schloss Arjeta Zuta als solches aus. Nach Soloauftritten der verbliebenen Vier mit selbstausgesuchten Songs wählte die Jury Bahar Kızıl in die Band und verabschiedete Katarzyna Zinkiewicz. Die beiden Übriggebliebenen sangen jeweils mit den schon gefundenen Bandmitgliedern Even Heaven Cries. In der Wahl des dritten Bandmitglieds bekam die damals 16-jährige Mandy Capristo mehr Zuschaueranrufe als Romina Reinhardt.
Beim Fernsehpublikum kam die fünfte Popstars-Staffel unerwartet gut an. Bereits die erste Folge am 10. August 2006 verfolgten 3,2 Millionen Zuschauer bei 11,3 Prozent Marktanteil. Die zweite Folge konnte noch bessere Werte als der Staffelstart vorweisen. Am 19. Oktober 2006 sahen 3,54 Millionen Zuschauer die Sendung, der Marktanteil bei den 14- bis 49-Jährigen lag bei 23,0 Prozent. Das Finale am 23. November 2006 erreichte in der Spitze circa 5,83 Millionen Zuschauer; dies entspricht dem bislang besten Wert für eine Popstars-Folge überhaupt, doch auch die Folgen davor erreichten stetig Höchstwerte. Der Marktanteil in der für das Fernsehformat werberelevanten Zielgruppe der 14- bis 49-Jährigen stieg während der Staffel mehrmals auf über 22 Prozent, bei den 20- bis 29-Jährigen schauten teilweise fast die Hälfte aller Fernsehzuschauer Popstars. Durchschnittlich sahen 3,37 Millionen Menschen die fünfte Staffel, die aus 17 Folgen bestand.
Zusätzlich zur regulären Ausstrahlung der fünften Staffel wurde ab dem 28. August 2006 wochentags um 12.00 Uhr eine 15-minütige Best-of-Sondersendung auf 9Live ausgestrahlt. Weiterhin wurde am 14. September 2006 um 23:30 Uhr die Sendung Popstars – schrille Vögel, schräge Töne ausgestrahlt, in der die besten Szenen aus den vier Casting-Städten gezeigt wurde. Nach dem Ende der Staffel wurde ab dem 30. November 2006 die 4-teilige Sendung Popstars – Ninas Engel ausgestrahlt.

### 6. Staffel (2007)

Logo von Room2012

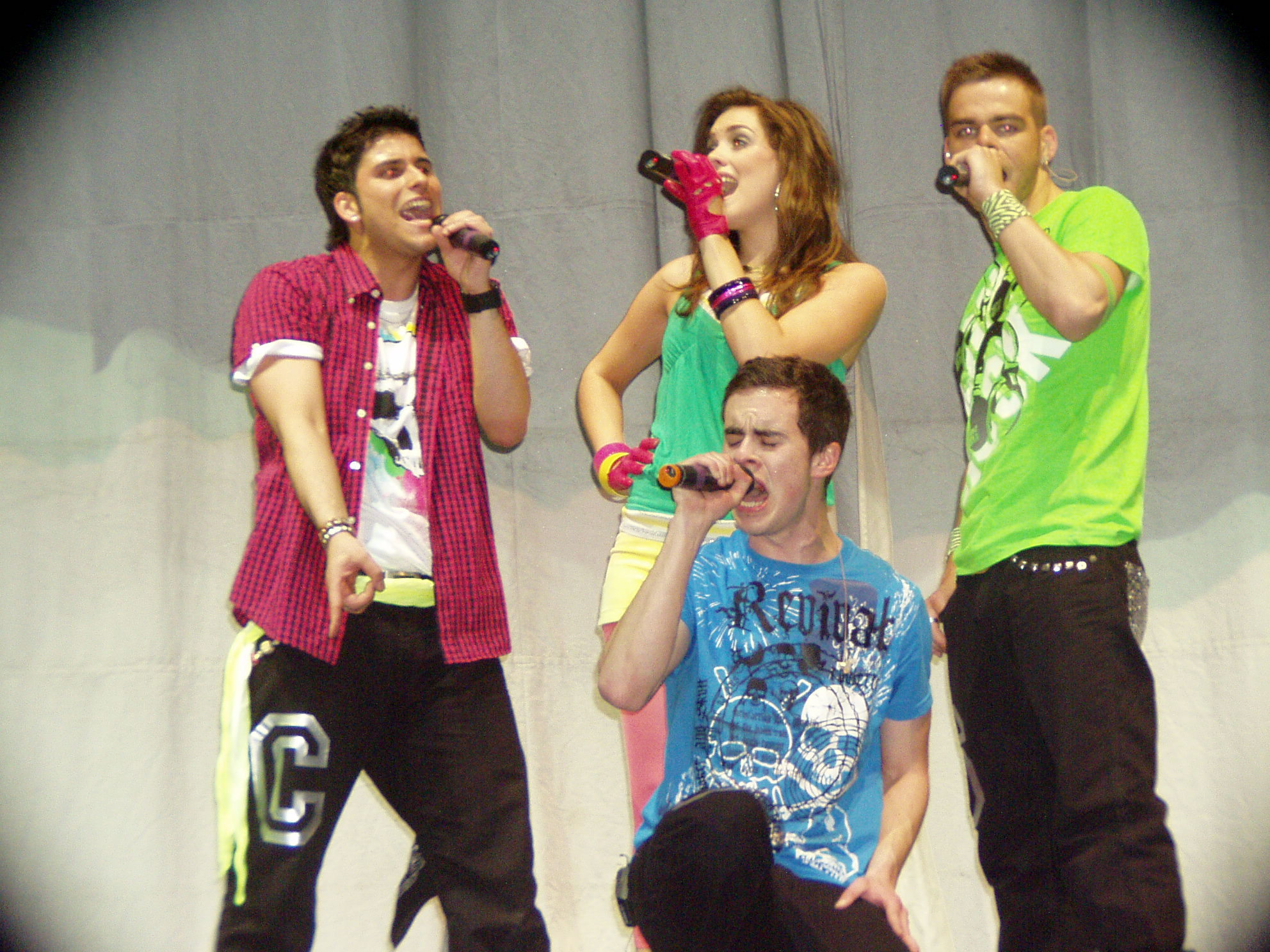
Room2012 2008

| Untertitel       | On Stage!                                                                                        |
| Jury             | Detlef Soost, Nina Hagen, Dieter Falk, Jane Comerford, Marusha                                   |
| Entstandene Band | Room2012                                                                                         |
| Nebenprodukt(e)  | Popstars Dance Company, Mehdi, Marcella McCrae                                                   |
| Coaches          | Detlef Soost, Jane Comerford, Rafael Antonio, Julie Denise Hyangho, Arno Schmitt, Stefano Maggio |
| Moderation       | Oliver Petszokat                                                                                 |
| Titelmusik       | Monrose – Hot Summer (bis 13. September 2007) Monrose – Strictly Physical                        |

Ende April 2007 begannen die Castings zur sechsten Staffel. ProSieben startete die sechste Staffel der Castingshow am 14. Juni 2007 unter dem Motto Popstars on Stage. Sie bestand aus insgesamt 26 Folgen und somit deutlich mehr Ausgaben, als zuvor. Aufgrund dessen wurde die Jury um Marusha und Jane Comerford auf insgesamt fünf erhöht. Neben Gesangstalent standen diesmal vor allem Ausdruck, Tanzstil und Performance-Künste im Vordergrund; die Kandidaten arbeiteten gezielt auf professionelle Bühnenpräsentationen hin. Erstmals wurden gesondert vom etablierten Sänger-Casting auch reine Tänzer gesucht. Zudem nahmen diesmal auch wieder männliche Kandidaten teil.
Die Premierenfolge sahen 2,45 Millionen Zuschauer (9,3 Prozent Marktanteil), davon 2,02 Millionen in der werberelevanten Zielgruppe (18,8 Prozent Marktanteil). 2,44 Millionen Zuschauer (16,7 Prozent Marktanteil) verfolgten die zweite Folge, davon 1,97 Millionen der 14- bis 49-Jährigen (16,7 Prozent Marktanteil). Am 9. August 2007 sahen insgesamt lediglich 2,1 Millionen Zuschauer zu, davon 1,58 Millionen 14- bis 49-Jährige. Im Verlauf der weiteren Wochen fielen die Quoten zusehends und konnten nicht an den Erfolg der vorhergehenden Staffel anknüpfen. Die Finalfolge wurde von insgesamt 2,24 Millionen Zuschauern gesehen (8,8 Prozent Marktanteil), in der werberelevanten Zielgruppe erzielte die Folge 16,7 Prozent Marktanteil durch 1,79 Millionen Zuschauer.
Die Phase der „Workshops“, die in Füssen stattfand, wurde nach vier Sendungen im August abgeschlossen. In einem Spezial-Casting in den Niederlanden hatten im Anschluss daran bereits ausgeschiedene und andere interessierte Kandidaten (auch aus den Niederlanden) die Möglichkeit, sich für die Finalphase der Sendung erneut zu qualifizieren. Nach Auslandsauftritten in Prag (Sänger) und Brüssel (Tänzer) trainierten die Sänger und Tänzer im Bandhaus in Berlin seit Oktober 2007 erstmals gemeinsam.
Nach dem Bandhaus kehrten die verbleibenden Kandidaten zurück nach Füssen, wo bereits die Qualifying-Show und die Workshops stattgefunden hatten. Während die Sänger sich noch weiteren Entscheidungen stellen müssen, war die erste Entscheidung nach dem Bandhaus gleichzeitig das Finale für die Tänzer, wobei der bereits zuvor ausgeschiedene Kandidat Armin („Shorty“) nachnominiert wurde, da einer der fürs Finale vorgesehenen Tänzer freiwillig vorzeitig ausgestiegen war.
Alle fünf Finalisten der Tänzer – der Öffentlichkeit bisher unter ihren Vornamen Aziz, Darren, Raik, Armin („Shorty“) und Vika bekannt – schafften es am 8. November 2007 schließlich in die Formation Popstars Dance Company, die die zukünftige Popstars-Band bei einigen Live-Auftritten unterstützen soll. Welche Sänger die Frontleute der Band stellen, entschied sich am 6. Dezember 2007 in einer mehr als dreistündigen Live-Show in Köln. Sämtliche männliche Gewinner bestimmte die Jury selbst, so sind die deutschen Kandidaten Julian (20 Jahre, Produktionshelfer aus Netphen), Sascha (23, Fitnesstrainer aus Dortmund) und Cristobal (20, Hotelfachmann-Azubi aus Obertshausen) bei Room2012 vertreten, während der Niederländer Norman (23) ausschied. Zwischen den verbliebenen Kandidatinnen Tialda (22), die bei Idols (der niederländischen Version von Deutschland sucht den Superstar) unter den letzten zehn vertreten war, und Marcella (19) entschied das Fernsehpublikum per Televoting. Tialda gelang der Sprung in die Band.
Die im Finale zusammengesetzte Formation ging als „Room2012“ im unmittelbaren Anschluss an die Sendung auf Tournee.
Das erste Album der Band heißt Elevator, die erste Single-Auskopplung Haunted. Am 7. März 2008 erschien mit Naughty But Nice die zweite Single, welche nur noch Platz 52 in den deutschen Singlecharts erreichte.
Im August 2008 wurde bekannt, dass der Plattenvertrag vom Room2012 im Oktober 2008 ausläuft und voraussichtlich nicht verlängert wird. Im März 2009 gab die Band über einen Brief ihrem Fanclub bekannt, dass sich die Mitglieder in näherer Zukunft auf ihre Solokarrieren konzentrieren möchten.

### 7. Staffel (2008)
| Untertitel       | Just 4 Girls |
| Jury             | Detlef Soost, Loona, Sido |
| Entstandene Band | Queensberry |
| Nebenprodukt(e)  | Diyana |
| Coaches          | Detlef Soost, Kate Hall, Marco da Silva, Alexander Geringas                                                                                                  |
| Moderation       | Oliver Petszokat und Charlotte Engelhardt |
| Titelmusik       | Monrose – Strike the Match (bis 25. September 2008) Monrose – Hit’n’Run (bis 20. November 2008) Queensberry – No Smoke (Demoversion vom ersten Bandmitglied) |

Logo der Band Queensberry

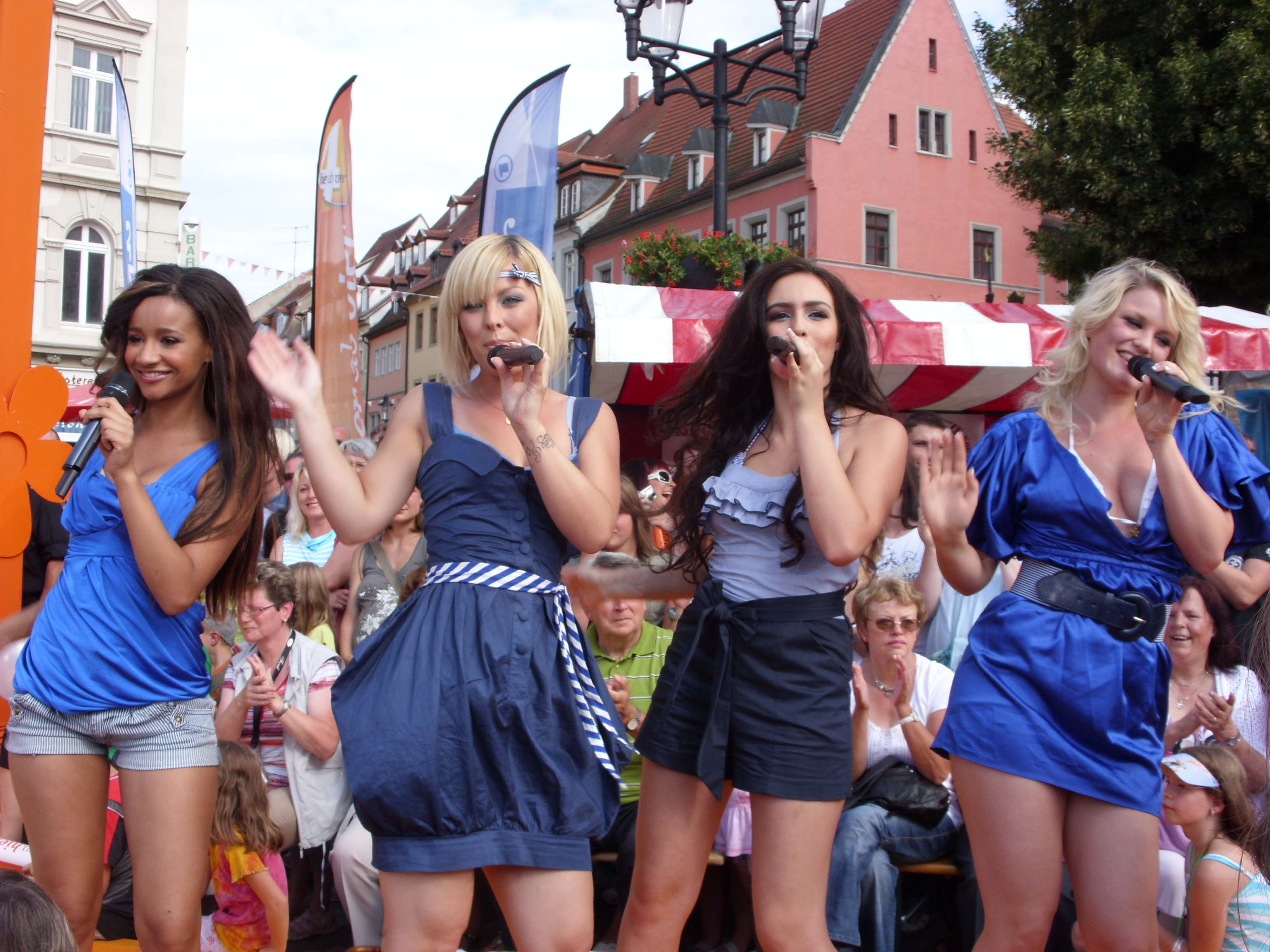
Queensberry 2009

Unter dem Motto „Just 4 Girls“ wurde von August bis Dezember 2008 die auf 16 Folgen ausgelegte siebte Staffel von Popstars auf Pro7 ausgestrahlt. Die Castings fanden in Hamburg, im Europa-Park Rust sowie in Dortmund und Dresden statt. Wie im Jahr 2006 wurden ausschließlich Frauen ab 16 Jahren gesucht. Bei den Castings bewarben sich 2.275 Kandidatinnen. Für die in München stattfindende Entscheidungsshow im Circus Krone um den Einzug in den Workshop qualifizierten sich 21 Kandidatinnen, darunter erstmals vier über ein Online-Casting. Am Ende flogen 16 Mädchen zum fünfwöchigen Workshop im Hotel „Maritim“ in Scharm asch-Schaich, Ägypten. Hier erhielten sie Gesangstraining von Kate Hall und Tanztraining von Detlef Soost und Marco da Silva. Da in den ersten Wochen mehrere Kandidatinnen außerplanmäßig den Workshop verließen, kamen in der vierten Woche vier neue Kandidatinnen hinzu, die schon im Casting ausgeschieden waren. Am Ende blieben zwölf Kandidatinnen übrig, die in das Bandhaus in München einzogen.
Drei der vier Bandplätze wurden bereits im Bandhaus vergeben. Mit der 20-jährigen Leonore „Leo“ Bartsch aus dem niedersächsischen Bernshausen erreichte eine Teilnehmerin, die schon in der fünften Popstars-Staffel bis ins Halbfinale gekommen war, als erste ihr Ziel, Teil der Band Queensberry zu werden. In der Woche darauf folgte ihr die 16-jährige Victoria Ulbrich aus Bergheim, als dritte wurde die 19-jährige Gabriella De Almeida Rinne aus Berlin Teil der Band.
Für den Red Nose Day nahmen die verbliebenen acht Kandidatinnen den Weihnachtssong I Believe in Xmas auf, welcher am 5. Dezember 2008 als Single veröffentlicht wurde. Geschrieben wurde das Lied von den Produzenten Pete Kirtley und Tim Hawes und erreichte bereits im Jahr 2002 von The Tweenies gesungen die britischen Top 10.
Für die Wahl des vierten Bandmitglieds wurden drei verschiedene Alben jeweils mit einer der drei verbliebenen Kandidatinnen aufgenommen. Veröffentlicht wurden alle Alben am 12. Dezember 2008 und damit noch vor der Finalsendung. Ausschlaggebend für die Wahl der 17-jährigen Antonella Trapani als viertes Bandmitglied war die Platzierung ihres Albums in den deutschen Media-Control-Charts nebst dem Ergebnis eines Televotings.
Im Durchschnitt schauten 2,55 Millionen Menschen die siebte Staffel, die aus 16 Folgen plus Live-Finale bestand.

### 8. Staffel (2009)
| Untertitel       | Du & Ich |
| Jury             | Detlef Soost, Michelle Leonard, Alex Christensen                                                               |
| Entstandene Band | Some & Any |
| Nebenprodukt(e)  | Elif Demirezer                                                                                                 |
| Coaches          | Detlef Soost, Kate Hall, Stefano Maggio, Rafael Antonio                                                        |
| Moderation       | Giovanni Zarrella und Charlotte Engelhardt                                                                     |
| Titelmusik       | Last Man Standing / Alley Cat (Demoversion der späteren Single des Siegerduos, gesungen von Marti Jane Dodson) |

Logo von Some & Any

Die achte Popstars-Staffel, in der erstmals ein Duo gesucht wurde, stand unter dem Motto Du & Ich. Die Castings fanden in den deutschen Städten München, Stuttgart, Düsseldorf und Berlin statt. Insgesamt bewarben sich 5.211 Kandidaten. Vorab suchte der Moderator Oliver Petszokat bei einer bundesweiten Scouting-Tour in Diskotheken nach Talenten. Die Ausstrahlung startete am 20. August 2009. In der Jury saßen neben Soost noch die Sängerin und Songwriterin Michelle Leonard und der bereits in der zweiten Staffel aktive Juror Alex Christensen. In der Bewährungsshow in Stuttgart kämpften 34 Teilnehmer um den Einzug in den Popstars-Workshop. 25 Kandidaten flogen schließlich zum Workshop nach Las Vegas. 15 Kandidaten schafften den Einzug in die Bandphase in New York. Hier wurden mehrere kleinere Castings für Gesangsauftritte und Aufnahmen durchgeführt. Die Kandidaten, die sich siegreich um einen solchen Job bewarben, kamen automatisch eine Runde weiter. In der letzten Bandhaus-Woche wurden die letzten zwölf Kandidaten von der Jury in endgültige Duos eingeteilt. Fünf Duos schafften es in die Finalphase, die wieder in Deutschland stattfand.
Erstmals veranstaltete ProSieben zwei Live-Sendungen, die in der Arena Oberhausen stattfanden und von Charlotte Engelhardt und Giovanni Zarrella moderiert wurden. Die von ProSieben als Halbfinale bezeichnete erste Liveshow fand am 8. Dezember statt und stand unter dem Motto „Popstars meets Disney“. Den letzten drei Duos standen dabei der Sänger der Band Stanfour, Konstantin Rethwisch, Roger Cicero und Cassandra Steen als Paten zur Seite. In der Sendung schied zum Unmut des Saalpublikums entgegen anderslautenden Ankündigungen während des Televotings kein Paar aus. Die Medienaufsicht ermittelte deshalb wegen Verzögerung und Zuschauertäuschung. Im Finale am 10. Dezember, in dem Leona Lewis, Mando Diao und Rihanna auftraten, wurde Some & Any als Name des Duos bekannt gegeben, was ebenfalls laute Buhrufe der Zuschauer zur Folge hatte. Als Sieger der Staffel gingen schließlich Vanessa Meisinger und Leonardo Ritzmann hervor. Am 7. Juni 2010 wurde die Auflösung der Band bekanntgegeben.
Im Durchschnitt schauten 2,13 Millionen Menschen die achte Staffel, die aus 19 Episoden inklusive einer Warm-up-Sendung und zwei Live-Sendungen bestand.

### 9. Staffel (2010)
| Untertitel       | Girls forever                                |
| Jury             | Detlef Soost, Marta Jandová, Thomas M. Stein |
| Entstandene Band | LaVive                                       |
| Coaches          | Aino Laos, Dion Davis                        |
| Moderation       | Charlotte Engelhardt                         |
| Titelmusik       | Monrose – This Is Me                         |

Logo von LaVive

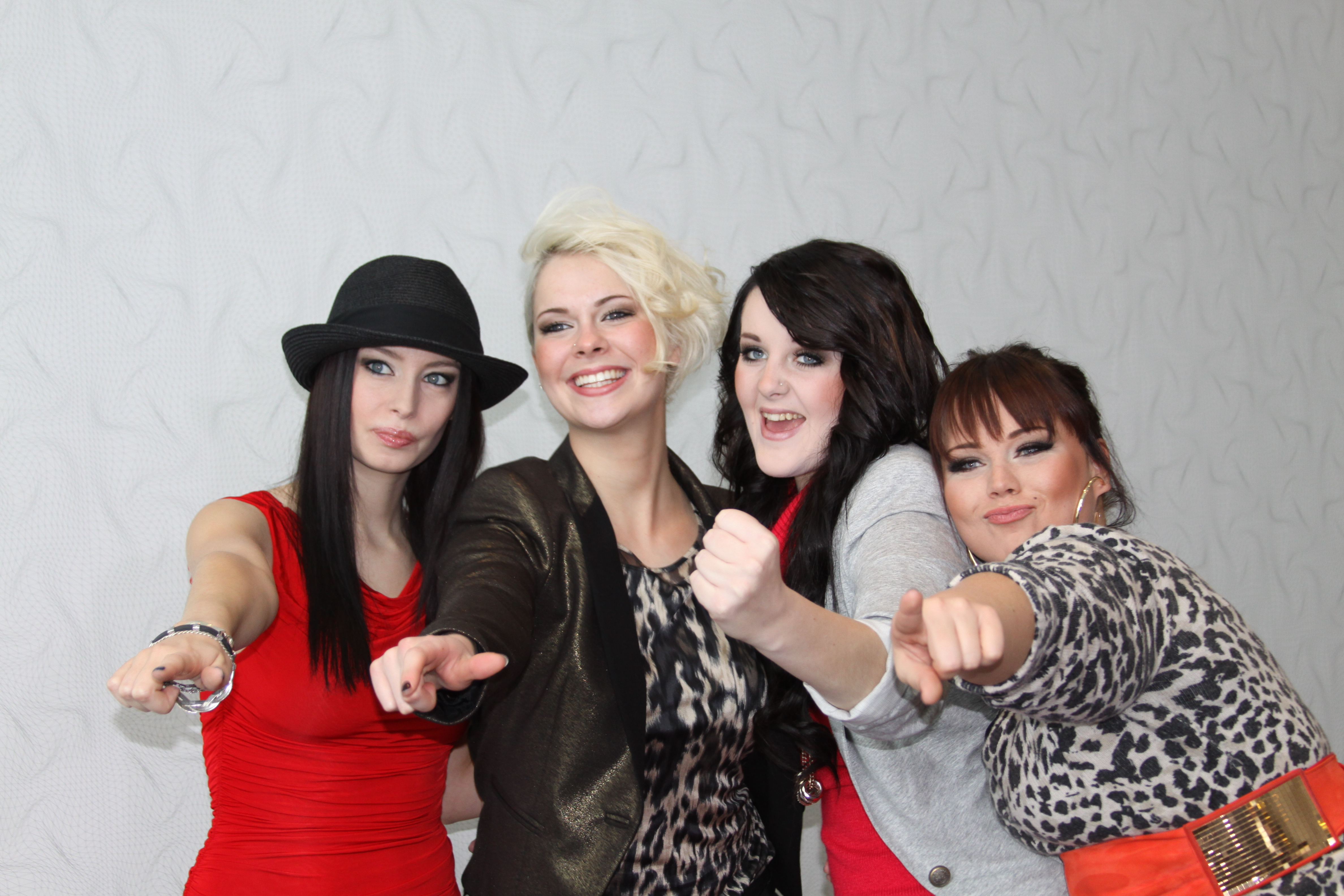
LaViVe 2010

Die neunte Popstars-Staffel, in der erneut eine Girlgroup gesucht wurde, stand unter dem Motto Girls forever. Eine Castingtour, bei der sich Kandidatinnen zwischen 16 und 30 Jahren bewerben konnten, fand vom 11. April bis zum 10. Mai 2010 in 16 deutschen Städten statt. Hierbei wurden die Kandidatinnen von Musikredakteuren beurteilt. Im Juni 2010 fanden zwei offene Castings vor der Popstars-Jury – Detlef D! Soost, Marta Jandová und Thomas M. Stein – in Offenbach und in Duisburg statt. Zwanzig Bewerberinnen kamen weiter, dazu kamen vier Kandidatinnen aus einem Onlinecasting. Die Ausstrahlung der Staffel begann am 19. August 2010. Das Auswahlverfahren nach den Castings bestand aus mehreren Phasen – bezeichnet als Talentcheck, Workshop, Girls at Work und Live-Shows – in denen der Kreis der Teilnehmerinnen verkleinert wurde. Bei den Castings und im Workshop waren regelmäßig weitere Künstler zu Gast. Von den 24 Bewerberinnen im Talentcheck schafften es 20 in den Workshop, der – wie der Talentcheck – in einem Loft in München stattfand. Die darauf folgende Girls-at-Work-Phase fand in Nashville statt. Dort nahmen die letzten elf Kandidatinnen mit dem Songwriter Gary Baker das Lied I Swear auf, das im Original 1994 von John Michael Montgomery gesungen wurde.
Danach zogen zehn Teilnehmerinnen in die letzte, aus vier Live-Shows bestehende Phase ein, in denen jeweils ein zukünftiges Bandmitglied per Televoting gewählt wurde. In der ersten Live-Show am 18. November 2010 wurde der per Online-Abstimmung ermittelte Bandname „LaVive“ bekanntgegeben und die 22-jährige Sarah Rensing als erstes Bandmitglied gewählt. Als zweite zog am 25. November 2010 die 24-jährige Meike Ehnert in die Band ein. In der Sendung vom 2. Dezember 2010 wurde die 17-jährige Julia Köster das dritte Bandmitglied. Außerdem stellten alle verbliebenen Kandidatinnen gemeinsam No Time for Sleeping, die Single von LaVive, vor. In der Finalshow am 9. Dezember 2010 wurde die 20-jährige Katrin Mehlberg zum vierten Bandmitglied gewählt.
Durchschnittlich verfolgten 2,33 Millionen Zuschauer die neunte Staffel, die aus 17 Folgen bestand.
Die Band trennte sich am 13. März 2011.

### 10. Staffel (2012)
| Untertitel       | Der Weg ist das Ziel                                               |
| Jury             | Detlef Soost, Lucy Diakovska, Ross Antony, Senna Guemmour          |
| Entstandene Band | Melouria                                                           |
| Coaches          | Kate Hall, Detlef Soost, Ross Antony, Lucy Diakovska, Arno Schmitt |
| Moderation       | Nela Panghy-Lee                                                    |
| Titelmusik       | Mike Candys – Sunshine (Fly So High)                               |

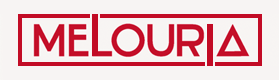
Logo von Melouria

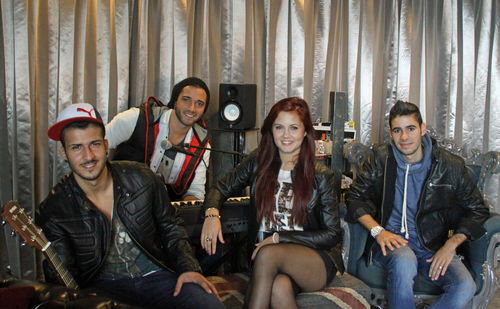
Melouria 2012

2011 pausierte Popstars für das neue Format The Voice of Germany. Die Castings für die zehnte Staffel von Popstars fanden schließlich im März 2012 in 19 deutschen Städten und in Wien statt. Zusätzlich wurden mit sogenannten Bewerber-Boxen, die in Kinos und in Diskotheken aufgebaut wurden, Kandidaten gesucht. Per Online-Casting wurde ein weiterer Platz im Workshop vergeben. Gesucht wurde wieder eine aus Männern und Frauen gemischte Band. Die erste Folge wurde am 5. Juli 2012 auf ProSieben ausgestrahlt. Der Workshop fand auf der Insel Ibiza statt. Neu in dieser Staffel war die Punktevergabe im Casting, in der jedes Jurymitglied 0 bis 3 Punkte vergeben kann. Der Kandidat muss mindestens 8 von maximal 12 möglichen erreichbaren Punkten erhalten, um in den Recall zu kommen. Dieses Verfahren wurde im Workshop weitergeführt. Die Staffel hatte insgesamt 13 Folgen.
Das Finale fand am 20. September, eine Woche früher als ursprünglich geplant, statt. Als Grund für die Verlegung wurden sinkende Einschaltquoten genannt. Durchschnittlich verfolgten nach der einjährigen Pause nur noch 1,50 Millionen Zuschauer die zehnte Staffel.
Die Siegerband Melouria löste sich am 1. Mai 2013 auf.

### 11. Staffel (2015)
| Untertitel       | Ganz neue Töne                                   |
| Jury             | Stefanie Heinzmann, Miss Platnum, Bella Garcia   |
| Entstandene Band | Leandah                                          |
| Coaches          | Jini Meyer, Pamela Falcon, Pepita Maria Bauhardt |
| Moderation       | Collien Ulmen-Fernandes                          |
| Titelmusik       |                                                  |

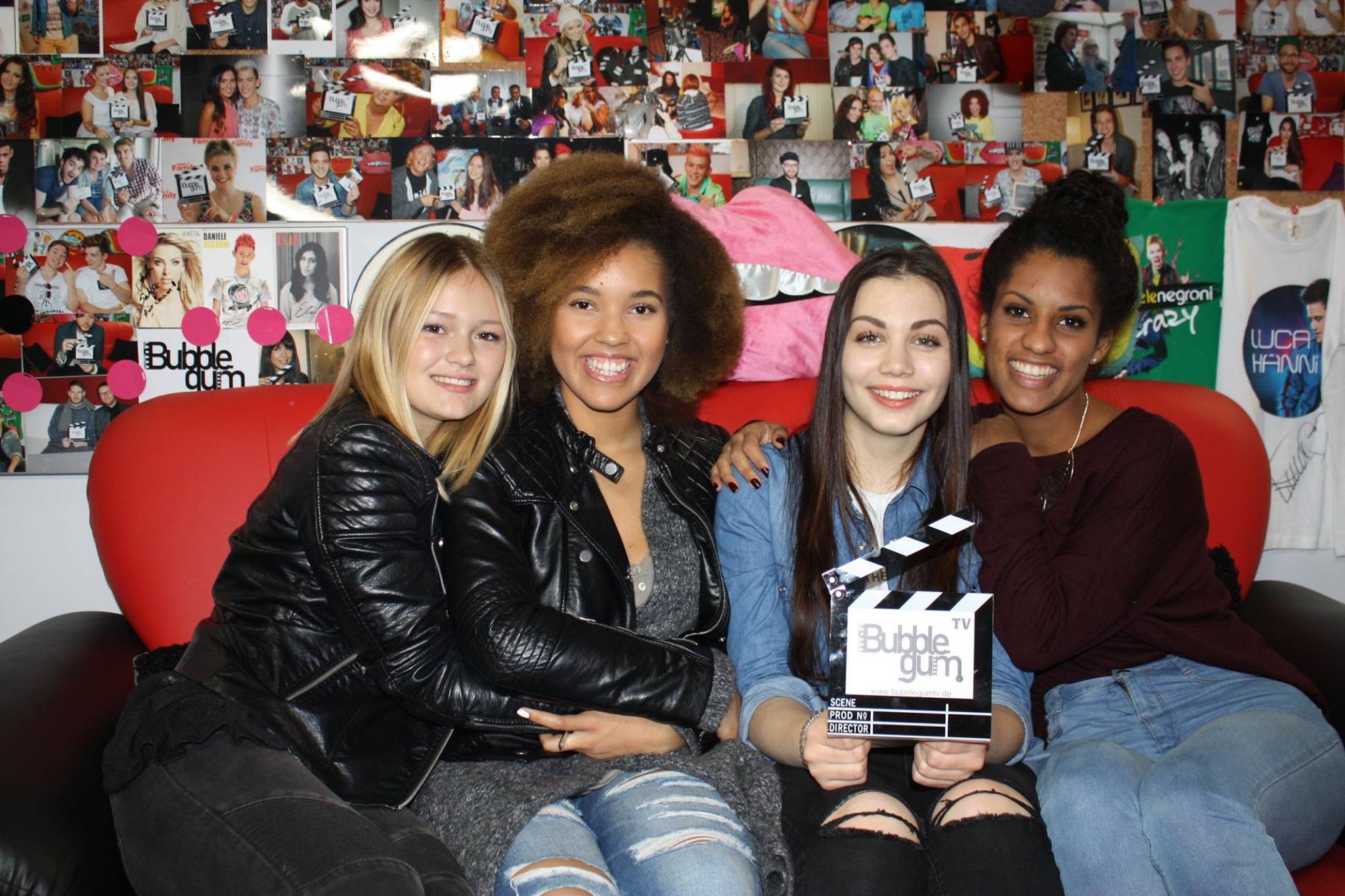
Leandah 2015

Im April 2013 gab Brainpool bekannt, die Rechte an dem Format erworben zu haben und mit mehreren Fernsehsendern Gespräche über eine Ausstrahlung neuer Staffeln ab 2014 zu führen. Im März 2015 gab die Produktionsfirma bekannt, dass die elfte Staffel 2015 auf RTL II ausgestrahlt wird und innerhalb von acht Folgen eine Girlband gesucht wird. Die Jury bestand aus der Tänzerin und Choreografin Bella Garcia und den Sängerinnen Miss Platnum und Stefanie Heinzmann. Erstmals seit Beginn der Sendung im Jahr 2000 war damit Detlef Soost nicht mehr vertreten. Als Vocalcoach unterstützte Jini Meyer von der Band Luxuslärm die Teilnehmer. Die Ausstrahlung begann am 17. August 2015. 27 Kandidatinnen konnten sich im Vorfeld für die neue Staffel qualifizieren und wurden fortan in der sogenannten „Popstars-Akademie“ ausgebildet, dem Feierabendhaus und einem eigens aufgebauten Containergebäude auf dem Gelände des Chemieparks Knapsack in Hürth. Als Gaststars wirkten Carly Rae Jepsen, Glasperlenspiel und Sarah Connor an der Staffel mit. Zudem berichteten die YouTube-Stars Maren Merkel in ihrer Rubrik „Maren mittendrin“ und Bianca Heinicke in ihrer Rubrik „Bibis Tagebuch“ backstage vom Popstars-Set.
Aufgrund der niedrigen Zuschauerzahlen nahm der Sender nach Ausstrahlung der zweiten Folge die Wiederholung am Samstag aus dem Programm. Nach Ausstrahlung der dritten Folge verschob RTL II Popstars montags aus der Prime Time, so dass ab dem 14. September 2015 vorab eine Folge von Die Geissens – Eine schrecklich glamouröse Familie ausgestrahlt wurde. Nachdem die Zuschauerzahlen der Castingshow auf nur noch drei Prozent Marktanteil gesunken waren, wurden die restlichen zwei Folgen samstags an dem Sendetermin ausgestrahlt, der ursprünglich für die Wiederholung vorgesehen war. Zudem wurde das Finale nicht mehr wie ursprünglich geplant als Live-Sendung, sondern als Aufzeichnung ausgestrahlt. Die Finalsendung wurde mit den 6 Finalisten am 5. Oktober 2015 in der Popstars-Akademie aufgezeichnet und am 10. Oktober 2015 ausgestrahlt. Die Moderation übernahm Collien Ulmen-Fernandes. Als Reporter waren Sarah Engels und Pietro Lombardi beim Finale anwesend. Der Siegertitel der Siegerband Leandah wurde am 12. Oktober als Single veröffentlicht, konnte sich aber nicht in den Top 100 der deutschen Singlecharts platzieren. Durchschnittlich verfolgten nur noch 0,53 Millionen Zuschauer die elfte Staffel, was den schwächsten Wert aller Staffeln markiert.
Die Siegerband Leandah löste sich am 5. Februar 2016 auf.

## Popstars in der Schweiz

### 1. Staffel (2001)
Der Schweizer Fernsehsender TV3 startete 2001 mit einer Schweizer Ausgabe, bei der sich rund 1200 Mädchen bewarben. Am Ende des Castings, am 11. November 2001, stand die Band Tears mit den Mitgliedern Tiffany, Evelyn, Amanda Nikolic und Romina fest.
Die erste Single M.U.S.I.C. erreichte auf Anhieb den ersten Platz in der Schweizer Hitparade. Mit der zweiten Single Dreamin’ gab es Terminprobleme, der Titel erschien erst über ein Jahr nach der ersten Veröffentlichung. Die Band konnte den Erfolg des ersten Titels nicht wiederholen.
Die Band kündigte 2002 eine halbjährige Pause an, die in der Realität dann über ein Jahr dauerte. Die danach veröffentlichte Single I Found Love erzielte jedoch nicht den erwarteten Erfolg. Nachdem die Band den Soundtrack zum deutschen Kinofilm Mädchen Mädchen 2 produziert hatte, woraus nochmals zwei Singles (Funky Freakshow und Distorted Overdrive) entstanden, gab sie im Dezember 2004 die Trennung bekannt.
Evelyn ist jedoch seit 2010 als Solokünstlerin wieder erfolgreich. Gemeinsam mit Mike Candys und Patrick Miller erreichte sie mit den Songs One Night in Ibiza und 2012 (If the World Would End) die Spitzen der Charts in Deutschland, Österreich und der Schweiz.

## Popstars in Österreich
| Untertitel       | Mission Österreich             |
| Jury             | Detlef Soost, Fernanda Brandão |
| Entstandene Band | Kilmokit                       |
| Nebenprodukt(e)  | BFF                            |
| Coaches          | Kate Hall, Anna Demel          |
| Titelmusik       | Hurts – Better Than Love       |

Logo der Boyband Kilmokit

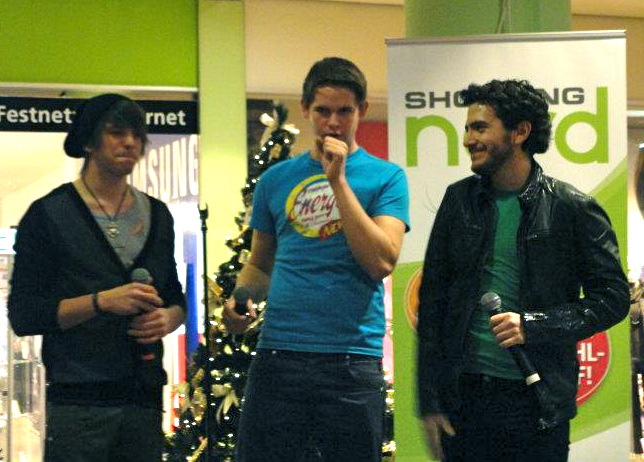
Kilmokit 2011

Nachdem ProSieben sich 2011 entschieden hatte, das Format pausieren zu lassen und stattdessen das Casting-Format The Voice of Germany zu senden, wurde unter dem Motto Mission Österreich eine Staffel der Show in Österreich produziert. Sie wurde zwischen 2. Oktober und 27. November 2011 auf dem Sender Puls 4 der ProSiebenSat.1 Media AG ausgestrahlt. In der Popstars-Jury saßen Detlef D! Soost und Fernanda Brandão. Gesucht wurden zunächst eine Boygroup und eine Girlgroup, die im Finale gegeneinander antraten. Die Gewinnerband erhielt einen Plattenvertrag in Wert von 100.000 Euro. Im Juni 2011 fand in acht Städten ein Pre-Casting statt, bei denen sich weibliche und männliche Kandidaten ab 16 Jahren bewerben konnten. 50 schafften den Sprung in den Recall in Vösendorf. 19 Kandidaten zogen anschließend ins Bandhaus.
Im Bandhaus wurden die beiden Bands Kilmokit (Boyband) und BFF (Girlband) mit jeweils drei Kandidaten vorläufig besetzt. Die übrigen Teilnehmer traten bei den regelmäßigen Entscheidungsshows als Herausforderer an, um in eine der Bands eingewechselt zu werden. Die Jury hatte acht Austauschmöglichkeiten. Nach jedem Auftritt der bisherigen Band und den Herausforderern fand ein so genannter Battle statt, bei dem eines oder mehrere Bandmitglieder um ihren weiteren Verbleib in der Band kämpfen mussten. Während der Bandhaus-Phase wurden Kandidaten in unregelmäßigen Abständen nach Hause geschickt. Im Finale am 27. November 2011 gewann die Boyband Kilmokit im Televoting.
Kilmokit und BFF lösten sich 2013 auf.
Die Halbfinalfolge am 20. November 2011 verzeichnete 90.000 Zuschauer, das Finale 75.000 Zuschauer. Bei den 12- bis 49-Jährigen lag der durchschnittliche Marktanteil der bisherigen Sendungen bei 6,1 Prozent, bei den 12- bis 29-Jährigen bei 10,2 Prozent. Konkrete Pläne für eine zweite Staffel gibt es nach Angaben von Puls 4 2011 nicht.

## Zeitleisten

### Bands
| Mitglied | Mitglied    | '00       | '00       | '01       | '01       | '02       | '02       | '03       | '03       | '04       | '04       | '05       | '05       | '06       | '06       | '07       | '07       | '08       | '08       | '09       | '09       | '10       | '10       | '11       | '11       | '12       | '12       | '13       | '13       | '14       | '14       | '15       | '15       | '16       | '16       | '17 | '17 | '18 | '18 | '19 | '19 | '20 | '20 | '21       | '21       | '22       | '22       | '23       | '23       | '24       | '24       | '25       | '25       |
| -------- | ----------- | --------- | --------- | --------- | --------- | --------- | --------- | --------- | --------- | --------- | --------- | --------- | --------- | --------- | --------- | --------- | --------- | --------- | --------- | --------- | --------- | --------- | --------- | --------- | --------- | --------- | --------- | --------- | --------- | --------- | --------- | --------- | --------- | --------- | --------- | --- | --- | --- | --- | --- | --- | --- | --- | --------- | --------- | --------- | --------- | --------- | --------- | --------- | --------- | --------- | --------- |
|          | No Angels   | 2000–2003 | 2000–2003 | 2000–2003 | 2000–2003 | 2000–2003 | 2000–2003 | 2000–2003 | 2000–2003 | 2000–2003 | 2000–2003 |           |           |           |           | 2007–2014 | 2007–2014 | 2007–2014 | 2007–2014 | 2007–2014 | 2007–2014 | 2007–2014 | 2007–2014 | 2007–2014 | 2007–2014 | 2007–2014 | 2007–2014 | 2007–2014 | 2007–2014 | 2007–2014 | 2007–2014 |           |           |           |           |     |     |     |     |     |     |     |     | seit 2021 | seit 2021 | seit 2021 | seit 2021 | seit 2021 | seit 2021 | seit 2021 | seit 2021 | seit 2021 | seit 2021 |
|          | Bro’Sis     |           | 2001–2006 | 2001–2006 | 2001–2006 | 2001–2006 | 2001–2006 | 2001–2006 | 2001–2006 | 2001–2006 | 2001–2006 | 2001–2006 | 2001–2006 | 2001–2006 | 2001–2006 |           |           |           |           |           |           |           |           |           |           |           |           |           |           |           |           |           |           |           |           |     |     |     |     |     |     |     |     |           |           |           |           |           |           |           |           |           |           |
|          | Tears       |           | 2001–2004 | 2001–2004 | 2001–2004 | 2001–2004 | 2001–2004 | 2001–2004 | 2001–2004 | 2001–2004 | 2001–2004 |           |           |           |           |           |           |           |           |           |           |           |           |           |           |           |           |           |           |           |           |           |           |           |           |     |     |     |     |     |     |     |     |           |           |           |           |           |           |           |           |           |           |
|          | Overground  |           |           |           |           |           |           | 2003–2008 | 2003–2008 | 2003–2008 | 2003–2008 | 2003–2008 | 2003–2008 | 2003–2008 | 2003–2008 | 2003–2008 | 2003–2008 | 2003–2008 | 2003–2008 |           |           |           |           |           |           |           |           |           |           |           |           |           |           |           |           |     |     |     |     |     |     |     |     |           |           |           |           |           |           |           |           |           |           |
|          | Preluders   |           |           |           |           |           |           | 2003–2006 | 2003–2006 | 2003–2006 | 2003–2006 | 2003–2006 | 2003–2006 | 2003–2006 | 2003–2006 |           |           |           |           |           |           |           |           |           |           |           |           |           |           |           |           |           |           |           |           |     |     |     |     |     |     |     |     |           |           |           |           |           |           |           |           |           |           |
|          | Nu Pagadi   |           |           |           |           |           |           |           |           | 2003–2004 | 2003–2004 | 2003–2004 | 2003–2004 |           |           |           |           |           |           |           |           |           |           |           |           |           |           |           |           |           |           |           |           |           |           |     |     |     |     |     |     |     |     |           |           |           |           |           |           |           |           |           |           |
|          | Monrose     |           |           |           |           |           |           |           |           |           |           |           |           | 2006–2011 | 2006–2011 | 2006–2011 | 2006–2011 | 2006–2011 | 2006–2011 | 2006–2011 | 2006–2011 | 2006–2011 | 2006–2011 | 2006–2011 | 2006–2011 |           |           |           |           |           |           |           |           |           |           |     |     |     |     |     |     |     |     |           |           |           |           |           |           |           |           |           |           |
|          | Room2012    |           |           |           |           |           |           |           |           |           |           |           |           |           |           | 2007–2010 | 2007–2010 | 2007–2010 | 2007–2010 | 2007–2010 | 2007–2010 | 2007–2010 | 2007–2010 |           |           |           |           |           |           |           |           |           |           |           |           |     |     |     |     |     |     |     |     |           |           |           |           |           |           |           |           |           |           |
|          | Queensberry |           |           |           |           |           |           |           |           |           |           |           |           |           |           |           |           | 2008–2013 | 2008–2013 | 2008–2013 | 2008–2013 | 2008–2013 | 2008–2013 | 2008–2013 | 2008–2013 | 2008–2013 | 2008–2013 | 2008–2013 | 2008–2013 |           |           |           |           |           |           |     |     |     |     |     |     |     |     |           |           |           |           |           |           |           |           |           |           |
|          | Some & Any  |           |           |           |           |           |           |           |           |           |           |           |           |           |           |           |           |           |           | 2009–2010 | 2009–2010 | 2009–2010 | 2009–2010 |           |           |           |           |           |           |           |           |           |           |           |           |     |     |     |     |     |     |     |     |           |           |           |           |           |           |           |           |           |           |
|          | LaVive      |           |           |           |           |           |           |           |           |           |           |           |           |           |           |           |           |           |           |           |           | 2010–2011 | 2010–2011 | 2010–2011 | 2010–2011 |           |           |           |           |           |           |           |           |           |           |     |     |     |     |     |     |     |     |           |           |           |           |           |           |           |           |           |           |
|          | Kilmokit    |           |           |           |           |           |           |           |           |           |           |           |           |           |           |           |           |           |           |           |           |           |           | 2011–2013 | 2011–2013 | 2011–2013 | 2011–2013 | 2011–2013 | 2011–2013 |           |           |           |           |           |           |     |     |     |     |     |     |     |     |           |           |           |           |           |           |           |           |           |           |
|          | Melouria    |           |           |           |           |           |           |           |           |           |           |           |           |           |           |           |           |           |           |           |           |           |           |           |           | 2012–2013 | 2012–2013 | 2012–2013 | 2012–2013 |           |           |           |           |           |           |     |     |     |     |     |     |     |     |           |           |           |           |           |           |           |           |           |           |
|          | Leandah     |           |           |           |           |           |           |           |           |           |           |           |           |           |           |           |           |           |           |           |           |           |           |           |           |           |           |           |           |           |           | 2015–2016 | 2015–2016 | 2015–2016 | 2015–2016 |     |     |     |     |     |     |     |     |           |           |           |           |           |           |           |           |           |           |

### Moderation
| Jahresleiste der Moderatoren | Jahresleiste der Moderatoren | Jahresleiste der Moderatoren | Jahresleiste der Moderatoren | Jahresleiste der Moderatoren | Jahresleiste der Moderatoren | Jahresleiste der Moderatoren | Jahresleiste der Moderatoren | Jahresleiste der Moderatoren | Jahresleiste der Moderatoren | Jahresleiste der Moderatoren | Jahresleiste der Moderatoren |
| 2000                         | 2001                         | 2003                         | 2004                         | 2006                         | 2007                         | 2008                         | 2009                         | 2010                         | 2012                         | 2015                         |                              |
| ---------------------------- | ---------------------------- | ---------------------------- | ---------------------------- | ---------------------------- | ---------------------------- | ---------------------------- | ---------------------------- | ---------------------------- | ---------------------------- | ---------------------------- | ---------------------------- |
|                              |                              | Arabella Kiesbauer           |                              |                              |                              |                              |                              |                              |                              |                              |                              |
|                              |                              |                              | Oliver Pocher                |                              |                              |                              |                              |                              |                              |                              |                              |
|                              |                              |                              | Barbara Schöneberger         |                              |                              |                              |                              |                              |                              |                              |                              |
|                              |                              |                              |                              | Oliver Petszokat             |                              |                              |                              |                              |                              |                              |                              |
|                              |                              |                              |                              |                              |                              | Charlotte Engelhardt         |                              |                              |                              |                              |                              |
|                              |                              |                              |                              |                              |                              |                              | Giovanni Zarrella            |                              |                              |                              |                              |
|                              |                              |                              |                              |                              |                              |                              |                              |                              | Nela Panghy-Lee              |                              |                              |
|                              |                              |                              |                              |                              |                              |                              |                              |                              |                              | Collien Ulmen-Fernandes      |                              |

### Jury
| als Coach           | Detlef D! Soost  | Detlef D! Soost         | als Coach     | Detlef D! Soost | Detlef D! Soost | Detlef D! Soost | Detlef D! Soost  | Detlef D! Soost | Detlef D! Soost |                    |
| als Kandidatin      |                  |                         |               |                 |                 |                 |                  |                 | Lucy Diakovska  |                    |
|                     | als Kandidat     |                         |               |                 |                 |                 |                  |                 | Ross Antony     |                    |
|                     |                  |                         |               | als Kandidatin  |                 |                 |                  |                 | Senna Guemmour  |                    |
| Simone Angel        |                  |                         |               |                 |                 |                 |                  |                 |                 |                    |
| Mario M. Mendryzcki |                  |                         |               |                 |                 |                 |                  |                 |                 |                    |
| Rainer Moslener     |                  |                         |               |                 |                 |                 |                  |                 |                 |                    |
|                     | Alex Christensen |                         |               |                 |                 |                 | Alex Christensen |                 |                 |                    |
|                     | Noah Sow         |                         |               |                 |                 |                 |                  |                 |                 |                    |
|                     |                  | Uwe Fahrenkrog-Petersen |               |                 |                 |                 |                  |                 |                 |                    |
|                     |                  | Sabrina Setlur          |               |                 |                 |                 |                  |                 |                 |                    |
|                     |                  |                         | Lukas Hilbert |                 |                 |                 |                  |                 |                 |                    |
| als Kandidatin      |                  |                         | Sandy Mölling |                 |                 |                 |                  |                 |                 |                    |
|                     |                  |                         |               | Nina Hagen      |                 |                 |                  |                 |                 |                    |
|                     |                  |                         |               | Dieter Falk     |                 |                 |                  |                 |                 |                    |
|                     |                  |                         |               |                 | Jane Comerford  |                 |                  |                 |                 |                    |
|                     |                  |                         |               |                 | Marusha         |                 |                  |                 |                 |                    |
|                     |                  |                         |               |                 |                 | Loona           |                  |                 |                 |                    |
|                     |                  |                         |               |                 |                 | Sido            |                  |                 |                 |                    |
|                     |                  |                         |               |                 |                 |                 | Michelle Leonard |                 |                 |                    |
|                     |                  |                         |               |                 |                 |                 |                  | Marta Jandová   |                 |                    |
|                     |                  |                         |               |                 |                 |                 |                  | Thomas M. Stein |                 |                    |
|                     |                  |                         |               |                 |                 |                 |                  |                 |                 | Stefanie Heinzmann |
|                     |                  |                         |               |                 |                 |                 |                  |                 |                 | Miss Platnum       |
|                     |                  |                         |               |                 |                 |                 |                  |                 |                 | Bella Garcia       |

## Kritik
Sowohl Jurymitglieder als auch Kandidaten übten Kritik an der Sendung Popstars.
Die Jurorin Noah Sow, die während des Workshops in der zweiten Staffel die Sendung verließ, warf sowohl ihren Kollegen als auch der Produktion später unter anderem fehlendes Mitspracherecht vor. Zudem seien die Kandidaten bewusst durch Wassermangel unter Druck gesetzt worden, um die „größtmöglichen Emotionen“ zu erreichen.
Auch Alex Christensen, ebenfalls Juror der zweiten Staffel, war die Über-Emotionalisierung bei Popstars zuwider und er hält die Kandidaten für reine Marionetten. „Die Leute dort funktionieren, ich nenne sie immer Casting-Opfer. Immerhin sind sie freiwillige Opfer, niemand hat sie überrumpelt oder zur Teilnahme gezwungen.“
Ross Antony, Kandidat der zweiten Popstars-Staffel, zeigte sich in seiner Biografie The Inside Me hingegen dankbar für die Unterstützung, die er durch die äußere Lenkung erfuhr: „Ich las eines Tages in der Zeitung, dass Jurymitglied Alex Christensen sich sehr kritisch über die Sendung äußerte. Er würde kein zweites Mal mitmachen, stand da. Er sehe uns als »freiwillige Opfer«. Ich persönlich empfand es nicht als schlimm, dass man sich so intensiv um unsere Karrieren kümmerte. […] ich [fand] es toll, einen Pressesprecher zu haben, der alle Medienanfragen koordinierte. Ich war sogar froh, nicht entscheiden zu müssen, wie das erste CD-Cover aussehen sollte. Oder dass man mir Tipps zu meinem Styling gab. Es wäre alles zu viel gewesen. Unser Erfolg entwickelte sich so rasant, dass ich im ersten Jahr voll und ganz damit beschäftigt war, dieses neue Leben zu realisieren. Alles zu verarbeiten, was täglich geschah.“
Christensen selber äußert sich zu seiner Kritik an Popstars im Zuge eines Interviews anlässlich der 8. Staffel, bei der er – entgegen seinen früheren Aussagen – doch wieder in der Jury saß, dahingehend, dass die früher von ihm als „Casting-Opfer“ bezeichneten Kandidaten heute besser wüssten was sie erwartet, weil Popstars längst nicht mehr das einzige Casting-Format sei. Zudem habe sich das Format gewandelt, sei insgesamt sehr gereift und „erwachsen geworden“, weshalb es für ihn wieder interessant sei, da es auch für ihn wieder was Neues darstelle.
Nadja Benaissa, Kandidatin der ersten Popstars-Staffel, hält das Mindestalter von 16 Jahren für Kandidaten für zu jung angesetzt: „Wenn jemand die Schule oder die Ausbildung abbricht und mit Riesenvisionen dahin geht … und sich dann nach ein paar Monaten von heute auf morgen niemand mehr für so einen Menschen interessiert, das ist schon ein psychisches Trauma. Bei uns durfte man damals erst ab 18 mitmachen …“.
Markus Grimm, Kandidat der vierten Staffel, kritisiert, dass es in der Sendung mehr um das Ausschlachten von persönlichen Schicksalen geht als um gute Stimmen: „Wer nicht mindestens ein schweres Schicksal hat, das sich kamerawirksam ausschlachten lässt, der hat kaum eine Chance“.
Sido, Juror der siebten Staffel, kritisierte hingegen das unauthentische Verhalten der Kandidatinnen, die sich den Erwartungen der Produzenten anpassen. „Die wissen: »Heute muss ich mal weinen, die brauchen ein paar Tränen hier in der Sendung, dann weine ich mal.« Das machen die von ganz alleine. Das kann ganz schön abgebrüht und eklig sein.“ Zudem bemängelte er wie Noah Sow das fehlende Mitspracherecht: „Im Studio gibt’s eine Ampel, die der Zuschauer und die Kandidaten nicht sehen können - nur die Jury! Wenn jemand vorne stand und vorsang, wurde uns von den Machern der Show damit signalisiert, wer weiterkommen soll und wer nicht. Blinkte Rot auf, mussten wir ,Nein' sagen. Bei Grün sollte der Kandidat weiterkommen. Auch wenn er nix kann - nur aufgrund einer spannenden Geschichte.“
Auch Vanessa Petruo, Kandidatin der ersten Popstars-Staffel, äußerte ihre Kritik. Ihr Lied Call Dr. Music, das auf ihrem Solo-Album Mama Lilla Would enthalten ist, handelt von der Kritik an der Musikindustrie, die sich nicht um junge Menschen kümmert, sondern sie ungeschützt und unvorbereitet ins Rampenlicht stellt, und von der Kritik an den Kandidaten, die sich von dem Hype mittreiben lassen. Rückblickend meint sie: „Das Leben als Popstar ist wie ein Pakt mit dem Teufel. Du lebst deinen Traum, dafür verschluckt dich der Teufel, und du warst nie mehr gesehen.“
An eine längere Karriere der durch Fernsehcastings entstandenen Künstler glaubt auch Juror Christensen nicht: „Mir ist klar, dass ein Robbie Williams zu Beginn seiner Karriere auch gecastet worden ist. Doch der Mann ist ein Jahrhundert-Entertainer. So jemanden findest du normalerweise nicht in einer TV-Show […] Ich glaube, dass echte Künstler nur auf [dem] altmodischen Weg zu Stars werden, die nicht nur einen Sommer, sondern ein ganzes Leben lang die Massen begeistern.“

## Popstarsin anderen Ländern

Länder, in denen eigene Popstars-Sendungen produziert wurden

Popstars wurde erstmals 1999 in Neuseeland ausgestrahlt, Produzent Jonathan Dowling fand hier die fünfköpfige Girlgroup TrueBliss. Dowling verkaufte das Konzept an andere Länder, zunächst nach Australien und England, danach weltweit in mehr als 50 Länder.
Die Show war die Inspiration für Simon Fullers Sendung Pop Idol, die in Deutschland unter dem Namen Deutschland sucht den Superstar läuft.
Obwohl Popstars in den meisten Ländern erfolgreich startete, wurden die Sendungen nach und nach zum Misserfolg und aufgrund schlechter Quoten von vielen Fernsehsendern abgesetzt.

### Sieger in anderen Ländern
| Popstars-Bands (Deutschland) |                                              |
| Erste Staffel                | No Angels (bestehend)                        |
| Zweite Staffel               | Bro’Sis (aufgelöst)                          |
| Dritte Staffel               | Overground (aufgelöst) Preluders (aufgelöst) |
| Vierte Staffel               | Nu Pagadi (aufgelöst)                        |
| Fünfte Staffel               | Monrose (aufgelöst)                          |
| Sechste Staffel              | Room2012 (aufgelöst)                         |
| Siebte Staffel               | Queensberry (aufgelöst)                      |
| Achte Staffel                | Some & Any (aufgelöst)                       |
| Neunte Staffel               | LaVive (aufgelöst)                           |
| Zehnte Staffel               | Melouria (aufgelöst)                         |
| Elfte Staffel                | Leandah (aufgelöst)                          |

- Argentinien: Bandana, Mambru
- Australien: Bardot, Scandal'Us, Scott Cain, Kayne Taylor (Gewinner von Popstars Live)
- Belgien: Vanda Vanda
- Brasilien: Rouge, Br'oz
- Dänemark: EyeQ, Maria Lucia, Fu:el, Jon Nørgaard, Linnea
- Ecuador: Kiruba, La Coba
- Finnland: Gimmel, indX, Jane
- Frankreich: L5, Whatfor, Linkup, Diadems, Sheryfa Luna, The Mess
- Griechenland: Hi-5
- Indien: Viva!, Aasma
- Indonesien: Sparx
- Irland: Six
- Italien: Lollipop, Lucky Star
- Kanada: Sugar Jones, Velvet Empire
- Kolumbien: Escarcha
- Malaysia: By'U
- Mexiko: T' de Tila
- Neuseeland: Truebliss
- Niederlande: Men2B, Raffish, RED!, Wesley Klein, Dean Saunders
- Norwegen: Cape
- Österreich: Kilmokit, BFF
- Portugal: Nonstop
- Rumänien: Cocktail, Bliss
- Russland: Другие Правила (Drugie Pravila)
- Türkei: Popstar, Selçuk Demirelli
- Schweden: Excellence (XLNS), Supernatural
- Schweiz: Tears
- Slowenien: Bepop, Unique
- Spanien: Bellepop, Roser
- Südafrika: Popstars 101, Adilah, Ghetto Lingo, Nne-Vida
- Ungarn: Sugar & Spice
- USA: Eden’s Crush, Scene 23
- Vereinigtes Königreich: Hear’Say, One True Voice, Girls Aloud

In einigen Ländern, etwa in Dänemark, Frankreich und den Niederlanden, gab es zeitweise nur einen Sieger. Es gab auch Formate, im Rahmen dessen zwei Bands gebildet wurden, in der Regel eine Girlgroup und eine Boygroup, die gegeneinander antraten. Der Sieger wurde zumeist aus den Verkaufszahlen der Debutsingles ermittelt. Diese Prozedur wurde etwa in Deutschland, Frankreich, den Niederlanden, Österreich und im Vereinigten Königreich angewandt.

## Diskografie

### Sampler
- 2001: Popstars
- 2001: Popstars die Neue
- 2004: The History of Popstars
- 2009: Popstars Hits

### Singles
- 2007: Popstars On Stage – Never Give Up
- 2008: Popstars – I Believe in X-Mas
- 2010: Gary Baker feat. Popstars – I Swear
- 2012: Paul Van Dyk Feat. Austin Leeds & Popstars – Verano/Such A Feeling

### Alben
- 2007: Popstars On Stage - Allstars

### DVDs
- 2002: Popstars – Making of a Band - Part 2
- 2004: The History of Popstars
- 2006: Popstars – Dance Like a Popstar
- 2006: Popstars – The Making of Monrose
- 2007: Popstars – Dance Like a Popstar Vol. 2
- 2007: Popstars – Sing Like a Popstar